# Павільйон Жирона-Фонтажау

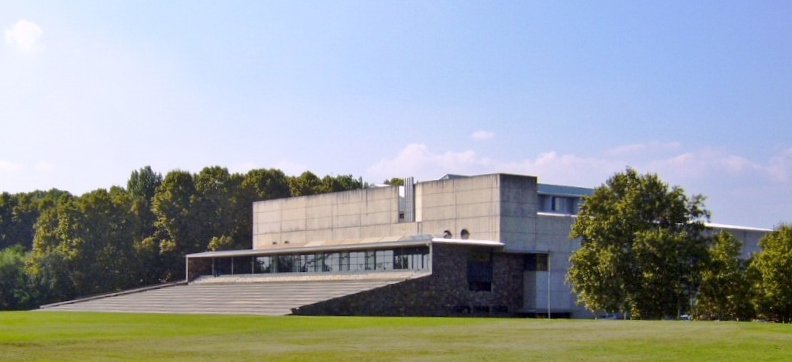
На відкритому повітрі

Павільйон Жирона-Фонтажау — крита арена в Жироні в регіоні Каталонія, на півночі Іспанії, що вміщує 5500 людей. В основному використовується для баскетболу та є домашньою ареною «Жирона» та Bàsquet Girona.
Будівля була спроєктована в 1993 році архітекторами Естеве Бонелл та Хосепом М. Гілем і була відкрита 4 вересня 1993 року. Він складається з двох рівнів, одного для громадськості (високий рівень) та іншого, використання якого обмежене для спортсменів (низький рівень), з різними записами.
Крім баскетболу, він використовується також для інших видів спорту, таких як випробування мотоциклів у приміщенні та тенісні матчі.

## Помітні події
Фонтажау приймав матчі трьох груп Євробаскету 1997 та Фіналу чотирьох Євро-кубка ФІБА 2007 року, який виграв місцевий клуб Акасваю Жирона .
У 2017 році в ньому пройшов Копа де ла Рейна де Балончесто. 

## Відвідуваність
Це список відвідуваності ліги «Жирона», коли він грав у Лізі ACB.
| Сезон         | Всього  | Високий | Низький | Середні |
| ------------- | ------- | ------- | ------- | ------- |
| 1994–95 АКБ   | 101 839 | 7450    | 3000    | 4629    |
| 1995–96 АКБ   | 94 652  | 6082    | 4071    | 4982    |
| 1996–97 ACB   | 75352   | 6515    | 2432    | 4432    |
| 1997–98 АКБ   | 80 008  | 5899    | 4133    | 4 706   |
| 1998–99 АКБ   | 81765   | 5930    | 2840    | 4,543   |
| 1999–2000 ACB | 72 543  | 3033    | 4988    | 4,267   |
| 2000–01 ACB   | 70 459  | 5013    | 2438    | 4145    |
| 2001–02 АКБ   | 74,169  | 4989    | 3759    | 4363    |
| 2002–03 ACB   | 65 273  | 5369    | 2890    | 3840    |
| 2003–04 АКБ   | 75 331  | 5981    | 3 155   | 4431    |
| 2004–05 ACB   | 77 263  | 5942    | 3,234   | 4,545   |
| 2005–06 ACB   | 94 934  | 5972    | 4,123   | 4,997   |
| 2006–07 ACB   | 86 039  | 5227    | 3825    | 4,528   |
| 2007–08 ACB   | 75 303  | 5220    | 2824    | 4184    |